# Роман-река
Роман-река (фр. roman-fleuve) — последовательность из пяти и более романов, рисующих эволюцию одних и тех же персонажей или семейств на фоне исторических событий.
Термин был впервые использован Роменом Ролланом в 1908 году для характеристики своего цикла романов «Жан-Кристоф». Во французском литературоведении классическими примерами считаются также «Человеческая комедия» Бальзака и «Ругон-Маккары» Золя. В натуралистическом романе-реке нет чёткой интриги, автор старается наиболее полно и объективно описать жизнь героев. К традиции романа-реки примыкает модернистский цикл Пруста «В поисках утраченного времени».
В английской литературе аналогом французского романа-реки является семейная сага (например, «Сага о Форсайтах» Дж. Голсуорси, «Барсетширские хроники» Э. Троллопа).
В русской литературе традиции Золя развивал А. В. Амфитеатров, написавший цикл «Концы и начала», состоявший как минимум из пяти романов и рисующий судьбы русской интеллигенции в 1880—1910-е годы; а также трёхтомные романы «Паутина» и «Дочь Виктории Павловны».